# Boscamnant
Boscamnant é uma comuna francesa na região administrativa da Nova Aquitânia, no departamento de Charente-Maritime. Estende-se por uma área de 13,98 km². Em 2010 a comuna tinha 379 habitantes (densidade: 27,1 hab./km²).